# Október 30.
Október 30. az év 303. (szökőévben 304.) napja a Gergely-naptár szerint. Az évből még 62 nap van hátra.
Névnapok: Alfonz + Alfonza, Alfonzin, Alfonzina, Arzén, Aszter, Éneás, Fáni, Fanni, Kolos, Kolozs, Pompónia, Roderik, Rodrigó, Stefánia, Stefi, Zenóbia, Zinaida, Zinajda

## Események
- 942 – III. Márton pápa megválasztása.
- 1793 – Huszonegy girondista képviselő kivégeztetésével a jakobinusok kizárják a girondistákat a politikai életből.
- 1836 – Louis Napoléon Bonaparte herceg (a későbbi III. Napóleon császár) első puccskísérlete.
- 1848 – A schwechati csatában a Móga János vezette magyar hadsereg vereséget szenved Windisch-Grätz császári hadseregétől.
- 1883 – Románia csatlakozik a Hármas Szövetséghez.
- 1894 – Daniel M. Cooper szabadalmaztatja a blokkolóórát.
- 1905 – Az orosz cár „Októberi kiáltványa” garantálja a polgári jogokat és a választásokat, elismeri a parlamentet (Duma).
- 1906 – Végső nyugalomra helyezik Thököly Imrét, a késmárki evangélikus templomban, miután hazahozták hamvait Törökországból.
- 1918 – Az ideiglenes német–osztrák nemzetgyűlés második ülése jegyzéket fogalmaz, melyben bejelenti Német-Ausztria (Deutsch-Österreich) megalakulását.
- 1918 – Létrejön a Csehszlovák Köztársaság.
- 1918 – Az Oszmán Birodalom és az antanthatalmak megkötik a mudroszi fegyverszünetet.
- 1922 – III. Viktor Emánuel olasz király Benito Mussolinit nevezi ki miniszterelnökké.
- 1924 – A Kínai Köztársaságban Cao Kun elnök uralmát saját tábornoka, Feng Jü-hsziang dönti meg.
- 1939 – A Szovjetunió és a Német Birodalom megállapodnak Lengyelország felosztásáról.
- 1947 – Genfben 23 állam megköti az Általános Vámtarifa és Kereskedelmi Egyezményt (GATT).
- 1953 – Dr. Albert Schweitzer és George C. Marshall amerikai tábornok, volt külügyminiszter Nobel-békedíjat kapnak.
- 1956
  - Elhangzik Kádár János és Nagy Imre beszéde a Magyar Rádióban.
  - A felkelők megostromolják az MDP budapesti székházát a Köztársaság téren (ma II. János Pál pápa tér). (Lásd: a Köztársaság téri pártház ostroma)
  - Megalakulnak és újjáalakulnak a pártok: a Független Kisgazdapárt (FKGP) Kovács Béla vezetésével, a Szociáldemokrata Párt Kéthly Anna vezetésével.
  - Mindszenty József hercegprímás kiszabadul házi őrizetéből.
- 1961 – Novaja Zemlja térségében a Szovjetunió kísérleti hidrogénbomba-robbantást hajt végre. Az 50 megatonnás „Cár-bomba” máig a világ legnagyobb erejű robbanószerkezete.
- 1961 – A SZKP kongresszusa egyhangúlag úgy dönt, hogy Sztálin testét el kell távolítani a Lenin-mauzóleumból.
- 1972 – Közel félszáz halálos áldozattal járó vasúti baleset Chicago elővárosában, az Egyesült Államokban.
- 1975 – I. János Károly elfoglalja a Spanyol Királyság trónját.
- 1990 – A francia és brit alagútépítők találkoznak a La Manche (vagy Angol csatorna) alatt. Összeér a Nagy-Britanniát és Franciaországot összekötő vasúti alagút (a „Csalagút”).
- 1997 – Sikerrel próbálják ki az európai Ariane–5 óriásrakétát.
- 2002 – A Szojuz TMA–1 űrhajóval a Nemzetközi Űrállomásra repül az első belga űrhajós, De Winne.
- 2020 – Elindul a The Mandalorian című sorozat 2. évada a Disney+-on.

## Sportesemények
Formula–1
- 1988 –  japán nagydíj, Suzuka - Győztes: Ayrton Senna (McLaren Honda Turbo)
- 2011 –  indiai nagydíj, Buddh International Circuit  - Győztes: Sebastian Vettel  (Red Bull-Renault)
- 2016 –  mexikói nagydíj, Autódromo Hermanos Rodríguez - Győztes: Lewis Hamilton  (Mercedes)

## Születések
- 1520 – François Clouet francia festőművész († 1572)
- 1735 – John Adams az Egyesült Államok második elnöke, hivatalban 1797–1801-ig († 1826)
- 1760 – Kacusika Hokuszai japán festő és fametsző művész († 1849)
- 1762 – André Chénier francia költő († 1794)
- 1790 – Karol Lipiński lengyel virtuóz hegedűművész, zeneszerző és zenepedagógus († 1861)
- 1817 – Hermann Kopp német kémikus († 1892)
- 1839 – Alfred Sisley brit festőművész († 1899)
- 1855 – Aggházy Károly magyar zeneszerző, zongoraművész, pedagógus († 1918)
- 1859 – Karl von Stürgkh gróf, osztrák politikus, miniszter, 1911–16-ig Ausztria miniszterelnöke († 1916)
- 1871 – Paul Valéry francia költő, filozófus, esszéista († 1945)
- 1882 – Bölöni György Kossuth-díjas magyar író, újságíró († 1959)
- 1885 – Ezra Pound amerikai költő († 1972)
- 1887 – Georg Heym német költő († 1912)
- 1893 – Zágon István magyar színműíró, újságíró, dramaturg, műfordító, humorista († 1975)
- 1896 – Ruth Gordon amerikai színésznő († 1985)
- 1899 – Pajor Győző magyar jogász, lapigazgató, Hajdú vármegye és Debrecen tiszteletbeli főügyésze, politikus, országgyűlési képviselő († 1962)
- 1906 – Giuseppe Farina (Emilio Giuseppe Farina) olasz autóversenyző, a Formula–1 első világbajnoka (1950) († 1966)
- 1906 – Hermann Fegelein német katonatiszt, SS-tábornok († 1945)
- 1907 – Ránki György Kossuth-díjas magyar zeneszerző, kiváló művész († 1992)
- 1907 – Sue Carol amerikai színésznő († 1982)
- 1912 – Boldizsár Iván magyar író, újságíró († 1988)
- 1916 – Szentgyörgyi Kornél Kossuth- és Munkácsy Mihály-díjas magyar festőművész († 2006)
- 1917 – Cliff Davis brit autóversenyző († 1986)
- 1917 – Dobozy Imre Kossuth-díjas magyar író, újságíró († 1982)
- 1917 – Maurice Trintignant francia autóversenyző († 2005)
- 1923 – Pungor Ernő vegyészmérnök, egyetemi tanár, az MTA tagja, OMFB elnök, miniszter (1990-94), a Britannica Hungarica Világenciklopédia szerkesztő bizottságának társelnöke († 2007)
- 1925 – Csajági János Jászai Mari-díjas magyar rendező, színházigazgató († 2003)
- 1926 – Jacques Swaters belga autóversenyző († 2010)
- 1927 – Fehéri Tamás magyar filmrendező, operatőr († 2002)
- 1928 – Csernus Mariann Kossuth-díjas magyar színésznő
- 1932 – Louis Malle francia filmrendező († 1995)
- 1934 – Frans Brüggen holland furulyaművész, karmester († 2014)
- 1937 – Claude Lelouch francia filmrendező
- 1938 – Dömölky János Balázs Béla-díjas magyar filmrendező († 2015)
- 1945 – Henry Winkler amerikai színész, filmrendező, producer
- 1947 – Filó Kristóf római katolikus pap, budakeszi plébános († 2024)
- 1949 – Lezsák Sándor József Attila-díjas magyar költő, tanár, politikus, az Országgyűlés alelnöke
- 1955 – Páva Zsolt magyar politikus, Pécs polgármestere (1994-1998, 2009-2019)
- 1957 – Shlomo Mintz orosz születésű izraeli hegedűművész, karmester
- 1958 – Kevin Pollack amerikai színész
- 1960 – Diego Armando Maradona világbajnok argentin labdarúgó, edző († 2020)
- 1965 – Charnele Brown amerikai színésznő
- 1969 – Ungváry Krisztián magyar történész
- 1969 – Tóth Tibor a Hooligans együttes zeneszerzője, gitárosa
- 1974 – Judy (Kis Judit) a Groovehouse énekesnője
- 1978 – Szijjártó Péter magyar politikus, országgyűlési képviselő, külügyminiszter
- 1983 – Losonczi Kata magyar színésznő
- 1984 – Radvánszki Szabolcs magyar színész
- 1986 – Thomas Morgenstern osztrák olimpia bajnok síugró
- 1989 – Kovács Gergő magyar labdarúgó, jelenleg a ZTE játékosa
- 1989 – Anasztaszija Ljukina orosz származású amerikai tornász

## Halálozások
- 1459 – Poggio Bracciolini olasz író (* 1380)
- 1634 – Káldi György jezsuita szerzetes, bibliafordító (* 1573)
- 1757 – III. Oszmán az Oszmán Birodalom 26. szultánja (* 1739)
- 1823 – Edmund Cartwright brit textilipari feltaláló (* 1743)
- 1885 – Gustav Adolf Merkel német zeneszerző, orgonaművész (* 1827)
- 1893 – Hermann August Seger német keramikus, a kemencék hőmérsékletének mérésére alkalmas Seger - gúlák kifejlesztője (* 1839)
- 1910 – Jean Henri Dunant, az I. Genfi Konvenció kezdeményezője, a Nemzetközi Vöröskereszt alapítója (* 1828)
- 1922 – Gárdonyi Géza magyar író, újságíró (* 1863)
- 1953 – Kálmán Imre magyar zeneszerző, operett-író (* 1882)
- 1968 – Ramón Novarro (er. Ramón Gil Samaniego) mexikói születésű amerikai színész (* 1899)
- 1974 – Harangozó Gyula Kossuth-díjas magyar táncos, koreográfus (* 1908)
- 1984 – Kígyós Sándor, magyar szobrász (* 1943)
- 1988 – Kisfaludy Lajos vegyészmérnök, az MTA tagja, a gyógyszervegyészet jelentős alakja (* 1924)
- 1996 – Gyurkó János magyar mérnök, politikus (* 1952)
- 1996 – Michel Gyarmathy (Gyarmathy Mihály), magyar származású francia rendező, színházigazgató (* 1908)
- 1997 – Samuel Fuller amerikai filmrendező (* 1912)
- 2011 – Körtvélyes Géza magyar tánctörténész (* 1926)
- 2016 – Józsa Imre Jászai Mari-díjas magyar színész (* 1954)
- 2016 – Szőke István Jászai Mari-díjas magyar színész, rendező (* 1942)
- 2017 – Som Lajos magyar zenész, basszusgitáros (Piramis) (* 1947)